# Yeşilyurt (piłka siatkowa kobiet)
Yeşilyurt Stambuł – żeński klub piłki siatkowej z Turcji. Został założony w 1956 roku z siedzibą w Stambule. Występuje w Bayanlar 1. Lig.

## Sukcesy
Puchar Challenge:
- 2021

## Polki w klubie
| Lata gry  | Imię i nazwisko |
| --------- | --------------- |
| 2012-2013 | Karolina Kosek  |

## Kadra

### Sezon 2011/2012
- 1. Muge Örencik
- 2. Tuğçe Hocaoğlu
- 3. Dilara Dağyar
- 4. Sibel Küçük
- 5. Özge Özdurak
- 6. Özge Nur Yurtdagülen
- 8. Ülkü Burcu Genç
- 9. Aslı Kalaç
- 10. Oya Yıldızhan
- 11. Emilija Nikołowa
- 13. Sabriye Gönülkırmaz
- 16. Simge Aköz
- 17. Cansen Örencik
- 18. Aneta Germanowa

### Sezon 2012/2013
- 1. Müge Örencik
- 2. Aslı Kalaç
- 3. Karolina Kosek
- 5. Hazal Selin Uygur
- 6. Simge Aköz
- 7. Didem Ege
- 8. Ülkü Burcu Genç
- 9. Dilara Dağyar
- 10. Kristin Richards
- 11. Melisa Özdemir
- 12. Neşve Büyükbayram
- 13. Sabriye Gönülkırmaz
- 14. Seray Altay
- 16. Seda Türkkan
- 18. İpek Altınbaşak